# Олів Сеніор
Олів Марджорі Сеніор (англ. Olive Senior; нар. 23 грудня 1941, Трелоні, Ямайка) — ямайська поетеса, прозаїкиня, авторка оповідань і публіцистичних творів. 2005 року Інститут Ямайки відзначив її золотою медаллю Масгрейва за внесок у літературу. Серед інших її нагород премія OCM Bocas з карибської літератури. У 2021—2024 роках виконувала обов'язки поета-лавреата Ямайки.

## Біографія
Народилася в сільській місцевості Ямайки в Трелоні і стала сьомою з 10 дітей. Навчалася у середній школі Монтего-Бей для дівчат. У 19 років приєдналася до штату Jamaica Gleaner у Кінгстоні, а потім працювала в інформаційній службі Ямайки. Згодом отримала стипендію на вивчення журналістики у Фонді Томсона в Кардіффі, Уельс, і як стипендіат Співдружності навчалася в Школі журналістики Карлтонського університету в Оттаві, Онтаріо, Канада.
Під час навчання в університеті почала писати художню прозу та вірші. Повернувшись на Ямайку, працювала фрілансером у зв'язках з громадськістю, видавничій справі та писала промови. Працювала в Інституті соціальних і економічних досліджень Університету Вест-Індії, де редагувала журнал «Соціальні та економічні дослідження» (1972—1977). 1982 року приєдналася до Інституту Ямайки як редактор «Jamaica Journal».
1987 року стала лавреаткою Премії письменників Співдружності за свою першу збірку оповідань «Літня блискавка». Після урагану Гілберт, який обрушився на Ямайку 1988 року, переїхала до Європи, де жила в Португалії, Нідерландах і Великій Британії, а потім оселилася в Торонто, Канада, на початку 1990-х років.
2013 року виступила з основною доповіддю на Единбурзькій всесвітній письменницькій конференції: Тринідад, представлений Bocas Lit Fest у партнерстві з Единбурзьким міжнародним книжковим фестивалем і Британською Радою.
2019 року вшанована премією Метта Коена від Writers' Trust of Canada на честь її кар'єри письменника.
На церемонії інвеститури 17 березня 2021 року призначена поетом-лавреатом Ямайки, обов'язки якого виконувала до 2024 року.
2024 році отримала статус міжнародної письменниці Королівського літературного товариства — довічної нагороди для письменників за внесок у літературу у всьому світі.

## Літературний доробок
Авторка п'яти збірок віршів: «Talking of Trees» (1985), «Gardening in the Tropics» (1994), «Over the Roofs of the World» (2005), «Shell» (2007), «Hurricane Watch: New and Collected Poems» (2022). Кейт Келлавей в огляді 2022 року для «Обзервер» писала: «Олів Сеніор — саме ім'я спонукає стати віршем — має всебічний підхід до своєї роботи та не зневажає прості речі. Вона приділятиме повну, однакову та ніжну увагу манговим деревам, сорокам і навіть різдвяному пудингу (недавній чудовий вірш, просочений ромом), а також глобальній і расовій несправедливості та екологічним проблемам».
Збірка оповідань «Літня блискавка» (1986) отримала Премію письменників Співдружності. Згодом вийшли друком «Arrival of the Snake Woman» (містить «The Two Grandmothers», яке є одним із її найкращих оповідань) (1989, 2009) і «Discerner of Hearts» (1995). Її остання збірка оповідань «The Pain Tree» (2015) стала загальним переможцем премії OCM Bocas з карибської літератури 2016 року в категорії фантастики.
Її перший роман «Dancing Lessons» (Cormorant Books, 2011) увійшов до короткого списку Книжкової премії Співдружності 2012 року в Канаді.
Серед її науково-дослідних праць — «The Message Is Change» (1972) про першу перемогу Майкла Менлі на виборах; «A-Z of Jamaican Heritage» (1984; розширено та перевидано як «Encyclopedia of Jamaican Heritage» 2004 року); і «Working Miracles: Women's Lives in the English-Speaking Caribbean» (1991).
Остання нон-фікшн книга Сеніор, «Dying to Better Themselves: West Indians and the Building of the Panama Canal», вийшла друком у вересні 2014 року — через 100 років після відкриття Панамського каналу 15 серпня 1914 року. 1 квітня 2015 року книга увійшла до короткого списку Премії OCM Bocas з карибської літератури 2015 року, перемігши в категорії нон-фікшн.
Розширену критичну оцінку творчості Сеніор можна знайти в «Olive Senior» Деніз де Кайрес Нарейн (2011), опублікованій видавництвом Northcote House (Велика Британія) у співпраці з Британською Радою в рамках серії «Письменники та їхня робота».
У доробку Сеніор часто розглядаються питання карибської ідентичності з погляду статі й етнічної приналежності.
Її роботу адаптували як драму та транслювали BBC та CBC, а також вона написала радіоп'єсу «Window» для CBC. Її твори представлені в багатьох антологіях, зокрема «Her True-True Name» (ред. Елізабет Вілсон і Памела Мордекай, 1989), «Дочки Африки» (ред. Маргарет Басбі, 1992), «Книга карибської поезії Гайнеманна» (ред. Єн Макдональд і Стюарт Браун, 1992), «Concert of Voices: An Anthology of World Writing in English» (ред. Віктор Дж. Рамрадж, 1994), десята щорічна колекція «Найкраще фентезі та жахи року» (ред. Еллен Датлоу та Террі Віндлінг, 1997), «Антологія поезії Водсворта» (ред. Джей Паріні, 2005), «Найкращі вірші про підпілля» (ред. Джерард Бенсон, Джудіт Чернайк та Сесілі Герберт, 2010), «So Much Things to Say: 100 Calabash Poets» (2010) та багато інших.
Доробок Сеніор вивчається у школах й університетах у всьому світу, зокрема «Літня блискавка» та «Садівництво в тропіках».

## Переклади
Серед найновіших перекладів «ZigZag» і «Eclairs de chaleur» французькою мовою Крістін Раге, Женева: Zoe, 2010 і 2011 року відповідно. «Depuis la Terrasse et autres nouvelles» у перекладі французькою Марі-Аннік Монту), спеціальне видання, Маврикій: L'Atelier d'écriture, 2011; «Zomerweerlicht» (пер. Марі Летен), Нідерланди: Ambo/Novib, 1991; «Das Erscheinen der Schlangenfrau» (пер. Wolfgang Binder) Німеччина: Dipa/Verlag, 1996, і Unionsverlag, 2003; Вибір Книжкового клубу, Бернська декларація, Швейцарія, 1996.
2014 року вийшла друком двомовна (англійська та французька) книга поезії Сеніор «Un Pipirit M'a Dit/A Little Bird Told Me».
«Садівництво в тропіках» переклав арабською мовою Мамун Зайді.

## Вибіркові нагороди та відзнаки
- 1987: Письменницька премія Співдружності за «Літні блискавки та інші історії»[34]
- 1988: Срібна медаль Масгрейва[35]
- 1994: Hawthornden Fellow, Шотландія[36]
- 1994: Дана, почесний професор творчого письма та міжнародної освіти, Університет Св. Лаврентія, Кантон, Нью-Йорк
- 1995: Літературна премія Ф. Г. Брессані за «Садівництво в тропіках»[37]
- 2003: Нагорода Фонду Нормана Вашингтона Менлі за відмінні досягнення (збереження культурної спадщини — Ямайка)
- 2004: Золота медаль Масгрейва Інституту Ямайки[38]
- 2005: гуманітарний науковець, Університет Вест-Індії, Кейв Хілл, Барбадос
- 2005: «Over the Roofs of the World» увійшла до короткого списку літературної премії генерал-губернатора за поезію[39]
- 2005: друге місце в премії Casa de las Américas
- 2006: «Shell» потрапила до короткого списку нагороди Пет Лоутер
- 2006: гранти Ради мистецтв Онтаріо та Ради Канади на незавершені роботи
- 2011: «Dancing Lessons» — короткий список Amazon.ca First Novel Award, Книжкової премії Співдружності
- 2011: Канадська премія Ізабель Сіссонс за дитячі оповідання[40]
- 2015: Премія OCM Bocas з карибської літератури, переможець у категорії нон-фікшн[41]
- 2016: Премія OCM Bocas з карибської літератури, переможець у категорії художньої літератури та загальний переможець[42]
- 2021: Поет-лауреат Ямайки[43][44]
- 2024: обрана міжнародним письменником Королівського літературного товариства[45]

## Вибрана бібліографія
Поетичні збірки
- Talking of Trees, Calabash, 1986
- Gardening in the Tropics, McClelland &amp; Stewart, 1994
- Over the Roofs of the World, Insomniac Press, 2005
- Shell, Insomniac Press, 2007
- Pandemic Poems, 2021, ISBN 9781777452308
- Hurricane Watch, Carcanet Press, 2022. ISBN 9781800172166ISBN 9781800172166

Збірки оповідань
- Summer Lightning and Other Stories, Longman, 1986. ISBN 9780582786271ISBN 9780582786271
- Arrival of the Snake-Woman, Longman, 1989. (Includes The Two Grandmothers). ISBN 9780582031708ISBN 9780582031708
- Discerner of Hearts, McClelland & Stewart, 1995. ISBN 9780771080548ISBN 9780771080548
- The Pain Tree, Cormorant, 2015. ISBN 9781770864344ISBN 9781770864344

Романи
- Dancing Lessons, Cormorant Books, 2011. ISBN 9781770860476ISBN 9781770860476

Дитяча література
- Birthday Suit, Annick Press, 2012
- Anna Carries Water, Tradewind, 2013
- Boonoonoonous Hair, Tradewind, 2019

Публіцистика
- The Message Is Change: A Perspective on the 1972 General Elections, Kingston Publishers, 1972.
- Pop Story Gi Mi (four booklets on Jamaican heritage for schools), Ministry of Education (Kingston, Jamaica), 1973.
- A-Z of Jamaican Heritage, Heinemann and Gleaner Company Ltd, 1984.
- Working Miracles: Women's Lives in the English-Speaking Caribbean, Indiana University Press, 1991.
- Encyclopedia of Jamaican Heritage, Twin Guinep, 2004.
- Dying To Better Themselves: West Indians and the Building of the Panama Canal, University of the West Indies Press, 2014. ISBN 9789766404574ISBN 9789766404574